# Jim Beam

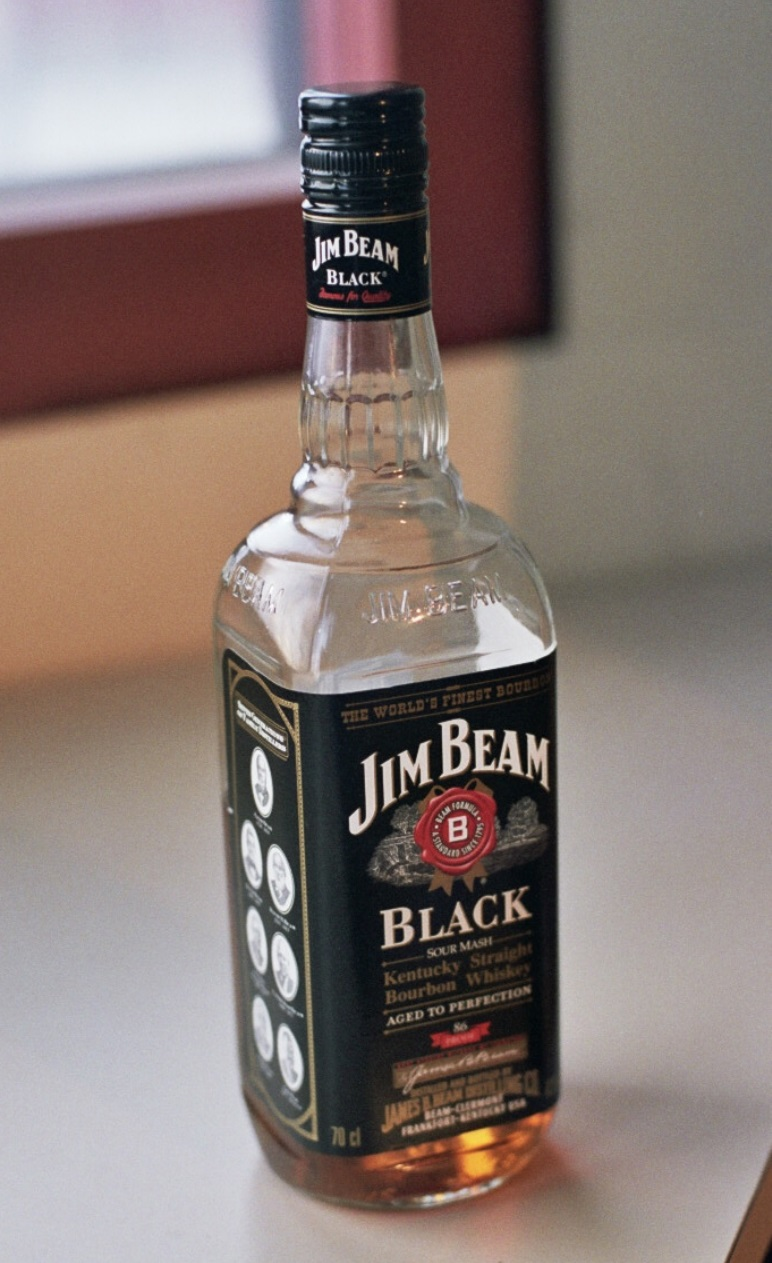
Egy üveg Jim Beam Black Kentucky Straight Bourbon Whiskey

A Jim Beam amerikai whisky- és likőrmárka, mely a világ egyik legnagyobb mennyiségben eladott bourbon whiskyjét gyártja a Kentucky állambeli Clermontban. 1795 óta a Beam család hét generációjának volt valamilyen köze a gyártó céghez, a „Jim Beam” márkanevet azonban csak 1933-ban kapta James B. Beam után, aki a szesztilalom után újjáépítette az üzletet. A Jim Beam tulajdonosa és gyártója ma a Suntory Beam Inc., ami az oszakai székhelyű Suntory leányvállalata. A Beam székhelye Chicago külvárosában található. Az üzletet alapító Beam/Noe család jelenleg is részese az üzletnek. A cég különböző whiskyket, whiskytartalmú likőröket, illetve egyéb whiskyt tartalmazó élelmiszereket is előállít.

## Szeszfőzői
A mára Jim Beamként ismert márka lepárlómestereként a Beam (és Noe) család hét generációja követte egymást. Jerry Dalton (1998–2007) volt az első családon kívüli lepárlómester, utódja pedig ismét a család tagja.

## Termékei
A Jim Beam márkanévvel több különböző whiskyt és egyéb italt hoznak forgalomba. A többségük Magyarországon is forgalomban van.[forrás?]
Straight bourbon whisky
A straight bourbon whisky legalább 51% kukoricát tartalmazó gabonacefréből készült whisky, melyet legalább 2 évig kell új, kiégetett tölgyfahordókban érlelni. (Az Európai Unióban legalább 3 év érlelés után forgalmazható whiskyként.)
- Jim Beam „Original” (fehér címke) – 4 éves, 40%
- Jim Beam Black „Extra Aged” (fekete címke) – korjelölés nélkül, az eredeti változatnál „évekkel tovább érlelt”. Korábbi kiadásai 8, majd 6 évesek voltak. 43%
- Jim Beam Devil's Cut – 45%. A használt hordók falából kinyert whiskyt használják hozzá, melyet a Black változathoz hasonló whiskyhez kevernek. A módszer jól utánozza az idősebb bourbon whiskyk jellegét.[4]
- Jim Beam Double Oak – a whiskyt 4 év érlelés után egy másik kiégetett hordóban érlelik tovább. 43%
- Jim Beam Single Barrel – válogatott hordók egyikéből származó bourbon. 42,5%
- Jim Beam Signature Craft – 12 éves, 43%

Bizonyos változatok a Jim Beam honlapján már nem szerepelnek, de a forgalomban még megtalálhatók:
- Jim Beam Choice – 5 éves, 40%, faszénen szűrve
- Jim Beam Distillers Series – 45%, 7 éves, különleges kiadás.

Straight rye whisky
A straight rye whisky legalább 51% rozst tartalmazó gabonacefréből készült whisky, melyet legalább 2 évig kell új, kiégetett tölgyfahordókban érlelni. (Az Európai Unióban legalább 3 év érlelés után forgalmazható whiskyként.)
- Jim Beam Rye – korjelölés nélkül, 40%

Likőrök
A Jim Beam likőrök valamilyen likőr és bourbon whisky elegyítésével készülnek, másképp fogalmazva: valamennyi whiskyt is tartalmazó likőrök. Megjelenésükkel felváltották a korábbi Red Stag szériát, mely eredetileg nem tartalmazott egyéb alkoholt whiskyn kívül. Mivel a likőrök jellemzően finomszeszből készülnek, a finomszesztartalmat a whiskys likőrökön sem kell külön feltüntetni.
- Jim Beam Red Stag Black Cherry: meggylikőr (kései meggyel)
- Jim Beam Apple: almalikőr
- Jim Beam Honey: mézlikőr
- Jim Beam Maple: juharsziruplikőr

Blended whisky
Az amerikai blended whiskynek 20% straight whiskyt kell tartalmaznia, az alkohol többi része egyéb whisky és finomszesz is lehet.
- Beam's Eight Star (arany címke) – 25%-nyi whiskyvel

## Fordítás
- Ez a szócikk részben vagy egészben a Jim Beam című angol Wikipédia-szócikk fordításán alapul.  Az eredeti cikk szerkesztőit annak laptörténete sorolja fel. Ez a jelzés csupán a megfogalmazás eredetét és a szerzői jogokat jelzi, nem szolgál a cikkben szereplő információk forrásmegjelöléseként.